# Sally's Pigeons
«Sally's Pigeons» es una canción interpretada por la cantante estadounidense Cyndi Lauper, incluida en su cuarto álbum de estudio, Hat Full of Stars (1993). La compañía discográfica Epic Records la publicó el 15 de junio de 1993 como el segundo sencillo del disco. Posteriormente figuró en los recopilatorios Twelve Deadly Cyns... and Then Some (1994) y The Great Cyndi Lauper (2003). Compuesta por la intérprete y Junior Vasquez y producida por Mary Chapin Carpenter. La letra cuenta la historia de una amiga de la infancia de Lauper, quien en su adolescencia quedó embarazada, y se sometió a un aborto clandestino, muriendo a consecuencia de ello. 

## Antecedentes
Si bien el tercer álbum de Lauper A Night to Remember (1989) obtuvo una recepción comercial positiva a nivel mundial, no logró convencer a la crítica musical, que lo llamó «descuidado» y consideró que las canciones estaban llenas de «clichés». En los años posteriores a A Night to Remember, la cantante participó en varios conciertos junto con otros artistas, como The Wall - Live in Berlin con Roger Waters, con quien interpretó el tema «Another Brick in the Wall». Además, fue parte del concierto tributo a John Lennon realizado en Liverpool. En 1991, protagonizó su segunda película Off and Running, en cuyo rodaje conoció al actor David Thornton, con quien se casó a finales del año. Un año más tarde colaboró para el musical Tycoon en la grabación de la canción «The World is Stone», la cual obtuvo un buen desempeño en varios países de Europa, especialmente en Francia, pues llegó al segundo puesto de la lista Syndicat National de l'Édition Phonographique (SNEP). Todos estos años y eventos ocurridos le sirvieron para revaluar su carrera y la nueva dirección que deseaba tomar. Sobre su nuevo proyecto, Lauper recordó:

Luego de casarme con David, decidimos olvidar los problemas y nos fuimos al Cabo durante un mes. Solo quería sentirme viva. Tenía que volver a encontrar el sentido de por qué había empezado a cantar. ¿Por qué me convertí en artista?, ¿cuál fue mi historia? Iba a escribir un libro, pero supongo que el momento no era el adecuado, así que dije: «Está bien, no puedes escribir un libro pero puedes escribir tu historia en canciones. Así que hazlo».

## Video musical
En el videoclip aparece una entonces desconocida Julia Stiles. Una de las chicas con cola de caballo descritas en la canción es la exmodelo de Ford Mendler Valerie. Sally es interpretada por Blaze Berdahl, más conocida por interpretar a Lenni Frazier en la serie de televisión de la cadena PBS Ghostwriter.

## Recepción
Los críticos alabaron la canción, como el resto de canciones del álbum y es una de las favoritas por los fanes.